# Andrejewka (Moskau, Solnetschnogorski)
Andrejewka (russisch Андре́евка) ist eine Siedlung städtischen Typs in der Oblast Moskau in Russland mit 10.008 Einwohnern (Stand 14. Oktober 2010).

## Geographie
Der Ort liegt etwa 40 km Luftlinie nordwestlich des Zentrums der Hauptstadt Russlands und zugleich der Oblast, Moskau. Er grenzt unmittelbar westlich an den Moskauer Stadtbezirk Selenograd.
Andrejewka gehört zum Rajon Solnetschnogorski und befindet sich etwa 25 km südsüdöstlich von dessen Verwaltungszentrum Solnetschnogorsk. Die Siedlung ist Sitz der Stadtgemeinde (gorodskoje posselenije) Andrejewka, zu der außerdem die Dörfer Alabuschewo, Bakejewo, Baranzewo, Goluboje, Goretowka, Obschtschestwennik sowie zwei Dörfer mit Namen Schilino gehören. Diese liegen im Umkreis von bis etwa 5 km nördlich (Alabuschewo) über westlich (Schilino) bis südwestlich (Obschtschestwennik).

## Geschichte
Der Ort wurde 1585 erstmals unter der Bezeichnung Andrejewskaja erwähnt, später sind auch die Bezeichnungen Markowa, Spas, Spasskoje verbürgt, die zwei letzten offenbar nach dem Namen der dortigen Kirche (von Spas für Erlöser). In den 1970er-Jahren wurde auf dem Territorium des zuvor unbedeutenden Dorfes mit der Errichtung von Plattenbauten begonnen, nachdem Selenograd in dieser Zeit mit dem Ortsteil Krjukowo in diese Richtung erweitert worden war. Seit 2004 besitzt Andrejewka den Status einer Siedlung städtischen Typs.

### Bevölkerungsentwicklung
| Jahr | Einwohner |
| ---- | --------- |
| 1979 | 6.648     |
| 2002 | 8.465     |
| 2010 | 10.008    |

Anmerkung: Volkszählungsdaten

## Verkehr
Südlich an Andrejewka führt eine Straße (Georgijewskoje schosse) vorbei, die Teil der Querverbindung zwischen der 6 km nordöstlich, jenseits von Selenograd verlaufenden föderalen Fernstraße M10 Rossija Moskau – Sankt Petersburg und der etwa 3 km südöstlich von Andrejewka vorbeiführenden Regionalstraße Pjatnizkoje schosse (auf diesem Abschnitt 46K-0013) ist, die vom Moskauer Stadtteil Mitino nach Nordwesten führt und in Solnetschnogorsk die M10 erreicht.
Die nächstgelegene Bahnstation in Krjukowo etwa zwei Kilometer westlich, an der Bahnstrecke Sankt Petersburg–Moskau (Streckenkilometer 611), mit Vorortzugverkehr vom Moskauer Leningrader Bahnhof. Nach Andrejewka führen Selenograder Stadtbus- und Moskauer Vorortbuslinien.